# Хурча
Хурча (груз. ხურჩა) — село в Грузии. Расположена на Одишской низменности, по левому берегу реки Ингури, на высоте 8 метров над уровня моря в Зугдидском муниципалитете края Самегрело-Земо Сванети. Деревня расположена в 18 км от центра региона города Зугдиди, до села Ингири 16 км. Через реку Ингури, на правом берегу, расположено село Набакеви Гальского района, которой связано с селом Хурча мостом.
По данным переписи 2014 года в деревне проживало 535 человека, из них большинство грузины (мегрелы). Население края исповедует православие и являются прихожанами Зугдидский и Цаишской епархии Грузинской Православной Церкви.
В селе имеется средняя школа, посещаемая также учениками из села Набакеви по причине притеснения грузинского языка в Гальском районе и запрета его преподавания в школах Гальского района.
Основной источник дохода населения — сельское хозяйство (орехи).